# Jayne Wisener
Jayne Wisener (nacida el 19 de mayo de 1987) es una actriz y cantante norirlandesa. Es conocida por interpretar a Johanna en Sweeney Todd.

## Biografía
Wisener nació en Ballymoney y creció en Coleraine, Irlanda del Norte, donde asistió a Coleraine High School para chicas.
En 2005, representó a Antrim en la competición Rose of Tralee.
Wisener también fue parte de Musical Theatre 4 Youth, donde apareció en una producción de Falling.
Mientras actuaba en una producción de West Side Story en el Millennium Forum en Derry, Wisener fue descubierta por un cazatalentos, que le pidió que audicionara para un papel en Sweeney Todd. Wisener, a los 19 años, era considerada demasiada "vieja" para interpretar a Johanna Barker de 15 años. Cuando le dijeron eso, Wisener, "les mandó un e-mail con algunas fotografías [de ella] sin maquillaje. Por lo general, lucir joven no le da favores [a una actriz] para nada pero ella estaba bastante satisfecha en ese momento".
Entrenó en Royal Scottish Academy of Music and Drama durante un año pero lo dejó después de tener el papel de Johanna en Sweeney Todd.
Wisener hizo su debut en el teatro en Donmar Warehouse en 2007. Apareció en Boogeyman 3 interpretando a Amy y en noviembre de 2008 se creó un papel de Sophie en un musical nuevo, The Lost Christmas por Laurence Mark Wythe en Trafalgar Studios, Londres. En 2009, apareció en un episodio de The Inbetweeners. A finales de 2009, hasta principios de 2010, apareció en teatro interpretando a Mary Lennox en The Secret Garden en West Yorkshire Playhouse. En 2010, Jayne interpretó a Jay en una película de Reino Unido, Life Just Is (en posproducción hasta 2011). Protagonizó junto a Paul Nicholls y los dos interpretan a una pareja tratando de trabajar su relación compleja.
En marzo de 2011, interpretó a Sally, una mujer joven en un centro de delincuentes mujeres, en The Runaway, basada en la novela de Martina Cole.

### Créditos seleccionados
| Año  | Película                                       | Papel          | Otras notas                                 |
| ---- | ---------------------------------------------- | -------------- | ------------------------------------------- |
| 2007 | Sweeney Todd: The Demon Barber of Fleet Street | Johanna Barker |                                             |
| 2009 | Minder                                         | María          | Episodio 04                                 |
| 2009 | The Inbetweeners                               | Lauren         | Serie 2: Episodio 1                         |
| 2009 | Boogeyman 3                                    | Amy            |                                             |
| 2009 | Archive: Bullets                               | Vídeo Clip     |                                             |
| 2010 | Casualty                                       | Simone         | 7 Episodios: Entry Wounds a Reasons Unknown |
| 2011 | Jane Eyre                                      | Bessie Lee     |                                             |